# Macrocephalon maleo
Peru-do-mato-de-capacete, peru-do-mato-da-celebes ou maleo (Macrocephalon maleo) é um megapodiídeo de tamanho médio (aproximadamente 55 cm), negro com pele facial amarela sem penas, íris castanho-avermelhada e abdômen rosa-salmão. A cabeça é ornamentada com um xoque negro. Os pés azul-acinzentados tem quatro longas garras afiadas, separadas por uma pele membranosa. Os sexos são quase idênticos com fêmeas ligeiramente menores e menos vistosas.
Única espécie do gênero monotípico Macrocephalon, o Maleo é endêmico das ilhas de Sulawesi e Buton, na Indonésia. É encontrado nas terras baixas tropicais e florestas nas colinas, mas tem ninhos nas áreas arenosas abertas, solos vulcânicos e praias que são aquecidas pelo sol ou energia geotérmica para incubação. (Há também espécies de megapodiídeo que usam compostagem para incubar seus ovos.)
Os ovos do Maleo são grandes, cerca de 5 vezes o tamanho daqueles de uma galinha doméstica. A fêmea coloca e cobre cada ovo em um buraco fundo na areia e permite a incubação ocorrer por aquecimento solar ou vulcânico. Depois que eles chocam, as jovens aves abrem seu caminho pela areia e se escondem na floresta, sendo capazes de voar e totalmente independentes. Elas precisam encontrar comida e defenderem-se de predadores como lagartos, pítons, porcos e gatos selvagens.
O Maleo é monogâmico, e os membros do par ficam próximos entre si o tempo todo. Sua dieta consiste principalmente de frutas, sementes, formigas, cupins, besouros e outros invertebrados pequenos.
Desde 1972, esta espécie tem sido protegida pelo governo Indonésio. Devido à perda de habitat, alcance limitado, alta mortalidade das crias e sobre-caça em certas áreas, o Maleo é avaliado como Em Perigo na Lista Vermelha da UICN de Espécies Ameaçadas. É listado no Apêndice I do CITES
Em 2009, a "Wildlife Conservation Society" (baseada na Inglaterra) trabalha com governos locais para comprar 36 acres de praia onde aproximadamente 40 ninhos estão localizados num esforço para conservar e proteger esta ave.

## Conservação
A Alliance for Tompotika Conservation trabalha com comunidades em Sulawesi para educar habitantes locais sobre o estado de conservação ameaçado do Maleo e prevenir a coleta de seus ovos. Os ovos não são uma fonte primária de alimentos, mas são uma iguaria popular.
Em Junho de 2001, Marc Argeloo escreveu uma história não-ficcional (em holandês) sobre a conservação dos megapodiídeos em geral, e o Maleo de Sulawesi em particular. Seu livro recebeu crítica bastante positiva na imprensa holandesa ().